# Pauline Alphen
Pour les articles homonymes, voir Alphen.
Œuvres principales
- Le Journal d'un enfant aujourd'hui au Brésil
- Les Éveilleurs

Pauline Alphen est une autrice franco-brésilienne, née à Rio de Janeiro au Brésil en 1961. Elle a remporté le prix Imaginales des collégiens et le prix Elbakin.net du meilleur roman fantasy français jeunesse, en 2010, pour Salicande, tome 1 de sa série Les Éveilleurs.

## Biographie
Pauline Alphen est née d'un père français et d'une mère brésilienne et a passé sa vie entre la France et le Brésil. Le mélange de ses deux cultures et ses voyages la conduisent à des études de journalisme et d'histoire, qu'elle effectue au Brésil. Elle devient ensuite traductrice et auteur. De retour en France en 1988, elle publie en 2004, Le Journal d'un enfant aujourd'hui au Brésil. C'est le début de sa carrière d'écrivaine en France qui se poursuit notamment avec la série Les Éveilleurs.

## Œuvres

### Livres en français
- Le Journal d'un enfant aujourd'hui au Brésil, Gallimard Jeunesse, 2006  (ISBN 978-2-07-057547-3)
- Les Éveilleurs
  1. Salicande, Hachette, 2009  (ISBN 978-2-01-201506-7)
  2. Ailleurs, Hachette, 2010  (ISBN 978-2-01-202114-3)
  3. L'Alliance, Hachette, 2012  (ISBN 978-2-01-202152-5)
  4. Le Passage, Hachette, 2013  (ISBN 978-2-01-203929-2)
  5. Le Nomadstère, Hachette, 2014  (ISBN 978-2-01-204335-0)
- Gabriel et Gabriel, Hachette Jeunesse, 2011  (ISBN 978-2-01-323001-8)
- L'Arbre à l'envers, Hachette Jeunesse, 2013 (illustrations de Princesse Camcam)  (ISBN 978-2-01-203930-8)
- La Vraie Vie de l'école, Nathan, 2018 (illustrations de Joanna Wiejak) (ISBN 978-2-09-257610-6)

### Livres en portugais
- A Odalisca e o Elefante (1998) - Companhia das Letras
- Do Outro Lado do Atlântico (2003) - Companhia das Letras
- A Porta Estava Aberta (2007) - Companhia das Letras
- Cabeça de Sol (2008, avec son frère Jean-Claude R. Alphen) - Rocco

### Scénario
- O Diabo a Quatro (2004), (coécrit avec Alice de Andrade, Joaquim Assis, Claudio Macdowell, Jacques Arhex et  Jean-Vincent Fournier), réalisé par Alice de Andrade